# Oddziaływania hydrofobowe
Oddziaływania hydrofobowe – polegają na łączeniu się grup hydrofobowych, w celu ochrony cząsteczki przed oddziaływaniem na nie cząsteczek wody. Oddziaływanie to odpycha cząsteczki wody. Jest to bardzo szczególne oddziaływanie, ponieważ najczęściej rozpuszczalnikiem jest woda.
Oddziaływanie to występuje w białkach ze strukturą trzeciorzędową oraz czwartorzędową.
Oddziaływanie hydrofobowe występuje zwykle w cząsteczkach, które nie posiadają momentu dipolowego. Istnieją cząsteczki, które są jednocześnie hydrofilowe i hydrofobowe, gdyż na jednym końcu posiadają grupy polarne, a na drugim niepolarne. Taka właściwość nazywa się amfifilowością.